# پلاتانیسوس
پلاتانیسوس (به لاتین: Platanissos) یک منطقهٔ مسکونی در قبرس شمالی است که در ناحیه اسکله واقع شده‌است. پلاتانیسوس ۸۹ نفر جمعیت دارد.